# Archives municipales de Reus
 (juillet 2025).
 (juillet 2025).
Les Archives municipales de Reus (AMR) sont un établissement public administratif et culturel, responsable de la sauvegarde, la préservation, la gestion et la diffusion des documents générés par la ville de Reus, depuis les origines jusqu'à aujourd'hui, dont il est propriétaire, sans préjudice des missions confiées aux archives régionales du Baix Camp sur le traitement de l'historique municipal. L'AMR accueille également les documents qui lui ont été confiés au fil du temps par des donations d'établissements et entreprises publics ou privés ainsi que par des particuliers. Les archives Municipales s'entendent également comme le local ou les locaux de consultation, de traitement et de dépôt des documents de la ville de Reus.

## Histoire

### Les origines
L'existence des archives est documentée depuis le XIVe siècle, quand au Livre de Clouerait  de 1347 se dénomme la “caisse du commun”. Ce Ne était pas un archives telles et comme la comprenons maintenant, s'agissait d'une caisse de bois où se gardait la peu de documentation qui générait la commune. Cette caisse, comme en beaucoup de autres communes, il avait trois serrures pour garantir qu'au moins trois personnes étaient des témoins de son ouverture si nécessaire. En n'exister de mairie, cette caisse se gardait à maison d'un juré . Cette primitif conservation documentaire déjà se régissait pour des actions réglementés d'accès et garde.[Quoi ?]

### DuXVesiècleà 1936
À des fins du XIVe siècle déjà se documente un premier bâtiment municipal (maison du commun) mais ce ne est pas jusqu'en 1577 que se décide faire un armoire pour héberger le archives. Plus tard, faut attendre jusque le 1610 pour trouver le archives en une salle et pour premier coup documenté, ne seulement une conservation documentaire mais aussi un ordre archival de la même, afin de faciliter sa conservation et consultation.[Quoi ?]
À cause de la guerre des Segadors et pour le fait que les archives soustrayait ouvert, s'a perdu beaucoup de documentation et celui qui y avait été désorganisé. Pour ce motif, s'a décidé créer pour premier coup la figure d'archiviste. Le 1647 s'ont élu deux archivistes, qui se renouvelaient chaque année pour autres archivistes, toujours de deux en deux. Les archivistes avaient le métier de notaires, médecins et avocats principalement, et à part de la propre, ils faisaient aussi autres emplois. Bientôt s'ont commencé à dire “des secrétaires-*escrivans”. Le dernier coup que nous trouvons archivistes désignés pour la façon traditionnelle fut au 1695. Pour autre bande, comme que le archives était fermé et surveillé, vers le 1669 s'y ont commencé à garder autres objets, habitude que ne s'a perdu jusque rentré le XXe siècle.[Quoi ?]
Au XVIIIe siècle établi le chiffre de « Notaire-secrétaire-archiviste » et deviennent les principales actions de réorganisation comme réunissant les livres des actes fournir le fichier mieux. Également appelé à la création d'inventaires et de catalogues. Cependant, à la fin du siècle, le archives se déplace dans une petite pièce sombre, où il est resté jusqu'en 1876, quand il a de nouveau déplacé vers le deuxième étage. Au XIXe siècle, avec Celedoni Vilà apparaît l'« archiviste - chroniqueur ».[Quoi ?]
Au milieu du siècle, le fichier a été déplacé vers une chambre éclairée et retour est rétabli, réorganisant les fonds et revenant à inventorier. Mais il est resté divisée en deux salles : cette pièce et encore la pièce sombre où il y a toujours mis en place la documentation ancienne. Cette situation a entraîné la disparition de nombreux documents. Les archivistes, en outre que chroniqueurs, faisaient souvent d'autres emplois tels que les bibliothécaires ou les comptables. En 1867 avec Andreu de Bofarull et Brocà créé un nouvel espace partagé avec la bibliothèque et est devenu plus des inventaires. Mais en 1891, le fichier revient à rester des conditions pauvres et négligées pour quand quelque chose est créé pour la première fois le chiffre de l'Assistant.[Quoi ?]
En 1901, l'archive était devenu pour rester petit et plein d'autres objets. Elle a sorti une nouvelle extension vers une salle voisine, jusqu'à ce que le 1923 il y a un mouvement général vers la basse de l'hôpital. Dans ce lieu moite, avec aucune ventilation, est resté jusqu'en 1937. Avec la création du musée municipal Prim-Rull, inauguré en 1934, le fichier a été vidé de nombreuses figures et « objets de mémoire », qui a gardé jusqu'alors. Il allait également déposé une grande partie de la documentation antérieur au XIXe siècle. C'était certainement séparé la documentation historique de la documentation administrative, formant le premier ce que l'on appelait les archives historiques municipales (AHM).[Quoi ?]

### De la Guerre civile à nos jours
En raison de la Guerre Civile espagnole en 1937 sont convenus que la majeure partie du fichier qui était encore à l'hôpital au Palau Municipal retourné. C'est alors, pour des raisons d'espace, nous avons de nouveau diviser le fond et évalués. Commence une période noire où les bombes, même cacher de la documentation dans le monastère de Poblet et a Vilaplana en maison particulier, détruit une partie de la documentation. Ils emprisonnent l'archiviste Ramon Pallejà et ensuite suivi le pillage documentaire dans les mains de la DERC.
Après la guerre, en 1939 a été embauché pour la première fois une archiviste féminin, Maria Figuerola. Ils renvoient les fonds cachés dans les villages mais ne pas unifier le fichier : les fonds historiques sont restés au Musée, inauguré en 1940. Au cours de la période de l'après-guerre, on récupère le poste d'archiviste et chroniqueur du fichier et d'assistant, occupé par une femme pour la première fois en 1942. En 1945, l'archiviste arrive aussi d'être conservateur. On fait l'inventaire encore une fois, de la documentation administrative et de l'historique, mais est des inventaires sans ordonnance ou d'une organisation. Il faut attendre 1950 pour trouver un nouveau règlement approuvé la réorganisation des archives administratives municipales (pas d'historiques). Va récupérer le goût du chroniqueur et on lui donne priorité, mais a pratiquement disparu avec la mort du dernier archiviste-chroniqueur Jaume Cardoner en 1954. Avec lui, par la suite pour transférer les fonds avant 1900 qui étaient toujours dans les archives administratives et créé une archive photographique (1952).
Depuis 1954, le secrétaire municipal est commandé des Archives et jusqu'en 1993, il a été à nouveau pas de place pour l'archiviste municipal. En ce qui concerne les archives historiques continue au musée "Rull-Prim" et a été réaménagé dans les mains de Salvador Vilaseca, qui avait déjà toute la documentation jusqu'à 1900. En 1972, il a été en mesure d'ouvrir ses portes comme un équipement indépendant au Musée. Plus tard, grâce à une entente avec la "Generalitat", en 1982 il rejoint à l'archive Historique Comarcal de Reus.
Les archives administratives, sont restés fermés et négligé jusqu'en 1967, quand il a commencé à réorganiser. La première mairie démocratique, les archives ont commencé à voir le jour. En 1976 il y avait pour la première fois un département propre d'archives et musées et un Conseil d'administration. En 1993 le chiffre de l'archiviste municipale et récupère, et le fichier passe à la vieille école Rubió I Ors et arrive à se faire appeler fichier administratif général (AGA). Là, cohabite avec le magasin de l'AHC. À l'inverse, les activités de diffusion sont effectuées sur le rez-de-chaussée de l'AHC. En 1997, il a stipulé pour la première fois d'une publication propre: le Bulletin d'information des archives municipales, et plus tard a également commencé une collection de livres : Publications des Archives municipales, jusqu'à aujourd'hui. en 1999 pourrait ouvrir le service à la clientèle et une autre étape importante est l'approbation du règlement des archives, en 2000. Il est à noter que le fichier était de fournir plus de personnel.
L'any 2004 els dos arxiu estaven de nou col·lapsats. Tant és així que manca d'espai va fer necessari el trasllat d'una part dels fons administratius a un soterrani municipal i posteriorment a un magatzem del Polígon Agro-Reus. Es van començar converses amb la Generalitat per tal de construir un edifici amb capacitat suficient per acollir els dos arxius. Les obres s'iniciaren el 2008 i al 2010 es va inaugurar el nou espai comú, compartit per l'Arxiu Municipal i l'Arxiu Comarcal del Baix Camp (ACBC), anomenat així des del 2005. Comença doncs una nova etapa marcada per la col·laboració de les dues institucions.
En 2004, les deux archives étaient à nouveau effondrés. Tant et si bien, que le manque d'espace rend nécessaire pour le transfert d'une partie des fonds dans un sous-sol municipal et plus tard à un entrepôt de la zone industrielle de Agro-Reus. Il a entamé des pourparlers avec le Gouvernement afin de construire un bâtiment avec une capacité suffisante pour accueillir les deux archives. Les travaux ont commencé en 2008 et en 2010 a été inauguré le nouvel espace commun, partagé par les Archives municipales de Reus et les Archives régionales du Baix Camp (ACBC), nommé ainsi depuis 2005. Ainsi commence une nouvelle étape marquée par la collaboration des deux institutions.

## Le bâtiment

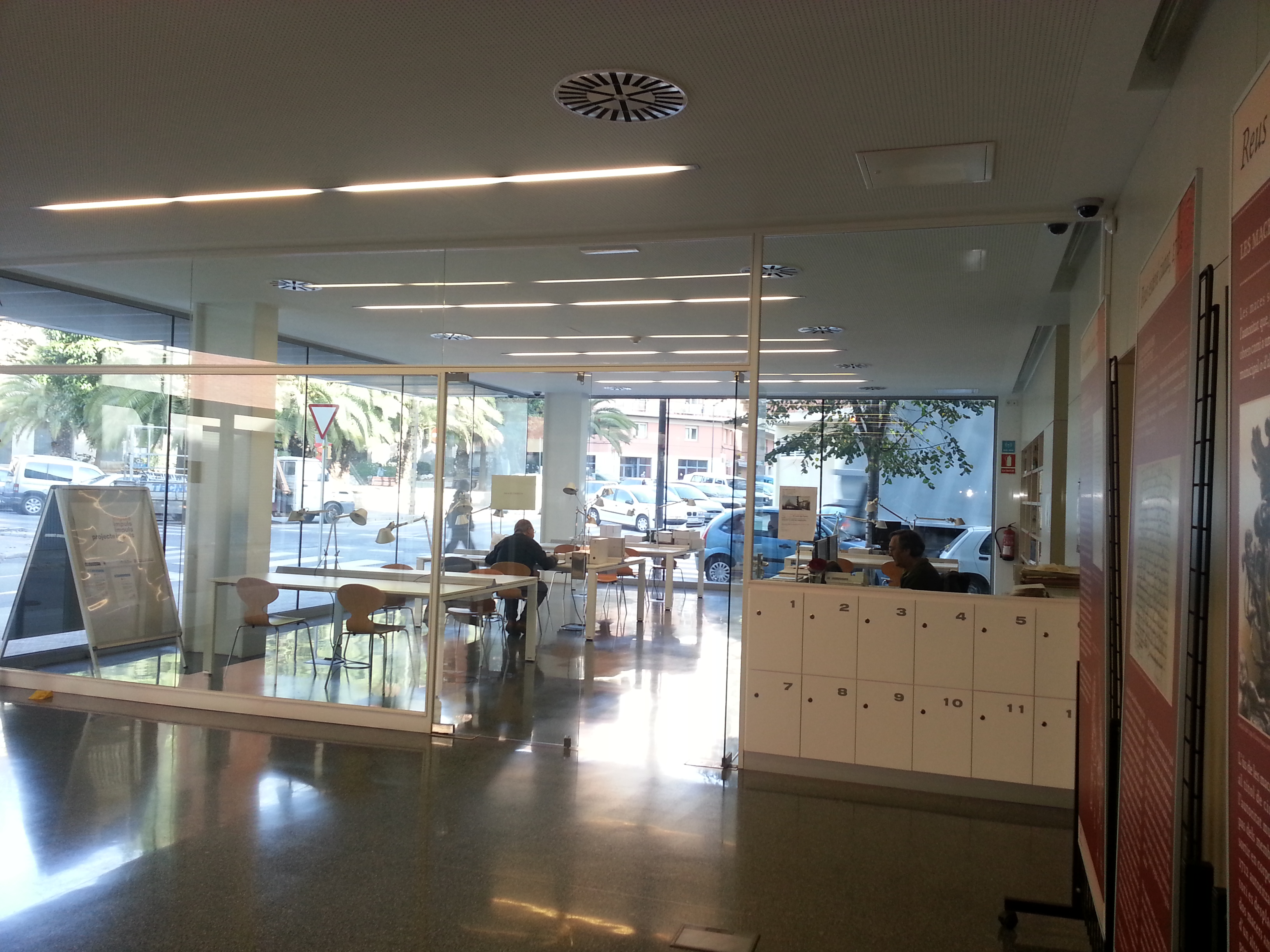
Hall et salle de consultation

Le fichier est un bâtiment de nouvelle construction grâce à l'entente entre le gouvernement de la Catalogne et la ville de Reus, où il a donné un 1 000 m2 solaire ayant appartenu à l'ancien dépôt "le Xap", et le gouvernement a assumé le budget de 2 977 857,96 €, qui géré la municipalité. Les architectes étaient Núria et Jordi Oliveras Boix, qui, avec ce projet, appelé « 3 en 1 » remporte le prix de l'AJAC 2010 d'architecture.
Il en résulte un bâtiment compact de 1 911 m2 qui satisfait les règlements techniques et technologiques d'un fichier, afin de préserver le patrimoine documentaire. Ainsi, l'appareil est équipé de détecteurs de fumée, alarmes, caméras de surveillance et système de climatisation des dépôts, entre autres.
Le rez-de-chaussée est destiné à la communication et au travail technique. En ce qui concerne les travaux techniques, on trouve les bureaux et les points de travail intérieur et salle de désinsectisation. En ce qui concerne la communication, il y a un Hall, une salle de consultation avec bibliothèque auxiliaire et une salle polyvalente qui peut accueillir de 16 à 50 personnes respectivement. Les autres trois étages accueil 13 dépôts, avec une capacité de documentation de 16 km. linéaires, bien qu'il y a actuellement 12 km. Dans le premier et deuxième étage, il y a 4 sales d'étagères compactes, une salle pour les supports spéciaux et deux salles pour les formats spéciaux, une salle de numérisation et la salle de stockage. Au troisième étage, il y a une chambre avec étagères et trois salles de stockage. Il y a la possibilité de construire un quatrième étage.

## Les fonds

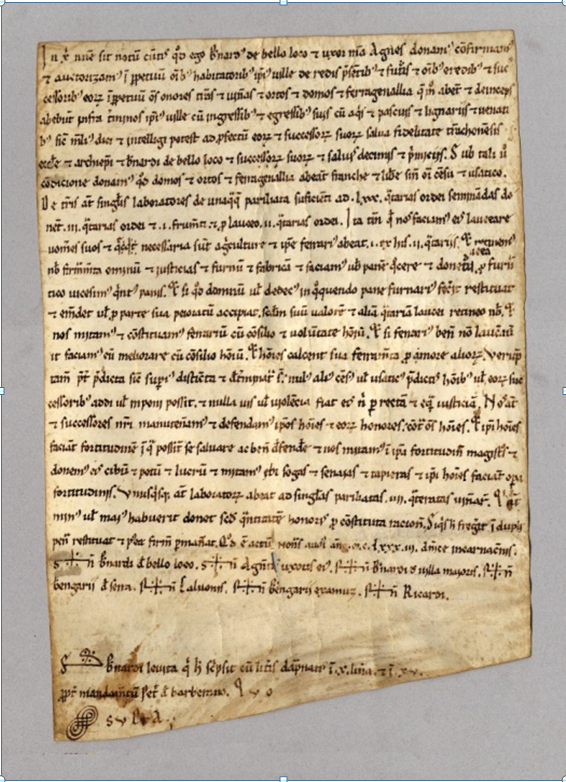
Charte de Ville accordée à la ville de Reus (1183)

Les fonds AMR sont intégrés par le patrimoine documentaire du Conseil municipal de Reus, constitué comme suit :
- Les organismes municipaux et la documentation des conseils municipaux, instituts municipaux, fondations, services ou entreprises concernées légalement dans la ville.
- Les documents émanant de personnes physiques ou morales au moyen de dons ou de dépôt. Actuellement, les fonds AMR provenant de dons a 24 individus, tels que le "Fons Cels Gomis", la "Pirotècnia Espinós", la "Industrielle Algodonera" ou le don de M. Salvadó (Reus Deportiu). La dernière entrée il a été de Xavier Amorós, illustre auteur local, qui a nommé la bibliothèque régionale de la ville. Il y a aussi une collection constituée par les archives d'images et affiches, timbres, cartes, etc.
- Achat de documentation. Le fichier est le propriétaire du "Fons Joan Prim (1836-1870".

Les plus anciens documents disponibles à l'AMR sont des parchemins des Xe et XIe siècles. Sant Pere de Casseres, 1020, un accord coplantació de 1165 (acte sous seing privé) et la Charte de Ville de 1183, premier document conservé, municipal réel . En ce qui concerne le papier, il y a des documents datant du XIIIe siècle jusqu'à nos jours.

## Fonctions et services
L'AMR et puis coexiste avec le ACBC comme responsable de la gestion de la documentation historique, actuellement a une double fonction : administratif et culturel. Comme un fichier administratif, collecte des documents et actif et semi-actifs de la municipalité et donc effectue les fonctions du fichier central et intermédiaire. Donc, a pour fonction de faciliter et d'accélérer le règlement des procédures administratives et de faciliter l'accès à l'information de la part de citoyens qui sont des parties intéressées, conformément à la législation en vigueur. À ce stade, le fichier garantit, dans sa portée, l'accès à l'information et la protection de la vie privée des individus.
L'AMR a également une fonction culturelle à la connaissance de l'histoire de la ville et sa région. Est chargé de promouvoir les tâches historiques municipaux, organisant des activités de sensibilisation, telles que des expositions, des conférences et des collaborations avec d'autres institutions ou entités telles que les membres de la Carrutxa. Le "Document du mois" est un bon exemple de diffusion locale. En outre, l'AMR conseille les citoyens sur les questions de l'histoire, des recherches généalogiques ou littérature sur Reus, entre autres.
Pour s'acquitter de ses fonctions, l'archive a les services de :
- Salle de consultation et de service client.
- Conseiller les utilisateurs sur les documents consultés.
- Reprographie.
- Bibliothèque et hémérothèque avec environ 10 000 volumes.
- Salle polyvalente.
- Visites guidées (pour les étudiants ou les groupes intéressés qui le demandent).
- Lecteur de microfiches.
- Publication périodique de la collection "Publications des archives de la ville".
- Préparation de brochures, flyers, cartes postales, etc.
- Le service interne de transfert aux départements municipaux, conseils, évaluation et prêt de la documentation[5].
- Accès gratuit Wi-Fi

## Système de description
L'AMR a une classification fondée sur la classification des archives historiques de la Generalitat. Dans ce tableau est organisée à la fois les fonds municipaux comme les collections appelé avant factices. En ce qui concerne aux fonds municipaux, il n'y a que la partie documentaire active et semi-active ou qui n'a pas encore été transféré pour au ACBC. Actuellement, le tableau de classification procède à l'adaptation à la gestion électronique des documents, ce qui représentera un changement opérationnel important.
L'archive a les inventaires de toutes les séries dénommés dans le tableau de classification, mais pas au niveau de description, sauf dans les collections factices, qui ont été décrits en suivant la norme de description archivistique de Catalogne (NODAC). En outre, elle compte d'index de plusieurs années de les séries de licences de Ouvrages et des licences d'activités. Ces index sont disponibles en version papier.